# Piedra rúnica de Kensington
La piedra rúnica de Kensington es una losa de piedra de grauvaca cubierta de runas que se descubrió en el oeste de Minnesota (Estados Unidos) en 1898. Olof Ohman, un inmigrante sueco, informó de que la había desenterrado en un campo del municipio de Solem, en el condado de Douglas. Posteriormente recibió el nombre del asentamiento más cercano, Kensington.
La inscripción parece ser un registro dejado por exploradores escandinavos en el siglo XIV (datada internamente en 1362). La autenticidad de la piedra ha sido objeto de un prolongado debate, pero desde el primer examen científico, en 1910, el consenso académico la ha clasificado como un engaño del siglo XIX, y algunos críticos acusan directamente a Ohman de fabricarla. No obstante, sigue habiendo una comunidad convencida de la autenticidad de la piedra: el sitio web de la ciudad de Kensington (Minnesota) afirma que la piedra es auténtica, que hubo mandanes rubios de ojos azules y que Nicolás de Lynn, que no era explorador, fue el navegante de la expedición nórdica.

## Procedencia
Un inmigrante sueco, Olof Ohman, dijo que encontró la piedra a finales de 1898 mientras limpiaba de árboles y tocones la tierra que había adquirido recientemente antes de arar. Se dice que la piedra estaba cerca de la cresta de una pequeña loma que se elevaba sobre los humedales, boca abajo y enredada en el sistema radicular de un álamo achaparrado de una edad estimada entre menos de 10 y unos 40 años. El artefacto mide unos 76 × 41 × 15 cm y pesa 92 kg. El hijo de Ohman, Edward, de 10 años, observó algunas marcas, y el granjero dijo más tarde que creía que habían encontrado un «almanaque indio».
Durante este periodo, se hablaba mucho del viaje de Leif Ericson a Vinland (Norteamérica) y había un renovado interés por los vikingos en toda Escandinavia, suscitado por el movimiento del Romanticismo Nacional. Cinco años antes, Noruega había participado en la Exposición Mundial Colombina enviando a Chicago el Viking, una réplica del barco de Gokstad. También había fricciones entre Suecia y Noruega (que finalmente desembocaron en la independencia de Noruega de Suecia en 1905). Algunos noruegos afirmaron que la piedra era un engaño sueco y hubo acusaciones suecas similares porque la piedra hace referencia a una expedición conjunta de noruegos y suecos. Se cree que es más que una coincidencia que la piedra se encontrara entre los recién llegados escandinavos a Minnesota, que aún luchaban por ser aceptados y estaban bastante orgullosos de su herencia nórdica. Una copia de la inscripción llegó a la Universidad de Minnesota. Olaus J. Breda (1853-1916), profesor de Lenguas y Literatura Escandinavas en el Departamento de Escandinavia, declaró que la piedra era falsa y publicó un artículo desacreditador que apareció en Symra en 1910. Breda también envió copias de la inscripción a otros lingüistas e historiadores de Escandinavia, como Oluf Rygh, Sophus Bugge, Gustav Storm, Magnus Olsen y Adolf Noreen. Todos ellos «declararon unánimemente que la inscripción de Kensington era un fraude y una falsificación de fecha reciente».
La piedra se envió entonces a la Universidad Northwestern de Evanston (Illinois). Los estudiosos la desestimaron como una broma o se sintieron incapaces de identificar un contexto histórico sostenible y la piedra fue devuelta a Ohman. Hjalmar Holand, historiador y escritor noruego-estadounidense, afirmó que Ohman le había regalado la piedra, pero la Sociedad Histórica de Minnesota tiene una factura de venta que demuestra que Ohman se la vendió por 10 dólares en 1911. Holand renovó el interés público con un artículo en el que resumía con entusiasmo los estudios realizados por el geólogo Newton Horace Winchell (Sociedad Histórica de Minnesota) y el lingüista George T. Flom (Sociedad Filológica de la Universidad de Illinois), quienes publicaron sendas opiniones en 1910.
Según Winchell, el árbol bajo el que se encontró la piedra había sido destruido antes de 1910. Se talaron varios álamos cercanos que los testigos estimaron del mismo tamaño y, contando sus anillos, se determinó que tenían entre 30 y 40 años. Un miembro del equipo que había excavado en el lugar del hallazgo en 1899, el superintendente escolar del condado Cleve Van Dyke, recordó más tarde que los árboles sólo tenían 10 o 12 años. El condado circundante no se había poblado hasta 1858, y el asentamiento se vio severamente restringido durante un tiempo por la Guerra de Dakota de 1862 (aunque se informó de que las mejores tierras del municipio adyacente a Solem, Holmes City, ya estaban ocupadas en 1867, por una mezcla de colonos suecos, noruegos y «yanquis»).
Winchell estimó que la inscripción tenía unos 500 años de antigüedad, comparando su desgaste con el de la parte posterior, que supuso glacial y de 8.000 años de antigüedad. También afirmó que las marcas del cincel eran recientes. Más recientemente, el geólogo Harold Edwards también ha señalado que «la inscripción está tan nítida como el día en que fue tallada [...] Las letras son lisas y prácticamente no muestran desgaste». Winchell también menciona en el mismo informe que el profesor William O. Hotchkiss, geólogo del estado de Wisconsin, estimó que las runas tenían al menos entre 50 y 100 años. Mientras tanto, Flom encontró una fuerte divergencia aparente entre las runas utilizadas en la inscripción de Kensington y las que se utilizaban durante el siglo XIV. Del mismo modo, el lenguaje de la inscripción era moderno en comparación con las lenguas nórdicas del siglo XIV.
La piedra rúnica de Kensington está expuesta en el Museo Runestone de Alexandria, Minnesota.

## Texto y traducción
El texto consta de nueve líneas en la cara de la piedra, y tres líneas en el borde, que dicen lo siguiente:
Anverso:
8 : göter : ok : 22 : norrmen : po :
...o : opdagelsefärd : fro :
vinland : of : vest : vi :
hade : läger : ved : 2 : skjär : en :
dags : rise : norr : fro : deno : sten :
vi : var : ok : fiske : en : dagh : äptir :
vi : kom : hem : fan : 10 : man : röde :
af : blod : og : ded : AVM :
frälse : äf : illü.
Lateral:
här : (10) : mans : ve : havet : at : se :
äptir : vore : skip : 14 : dagh : rise :
from : deno : öh : ahr : 1362 :

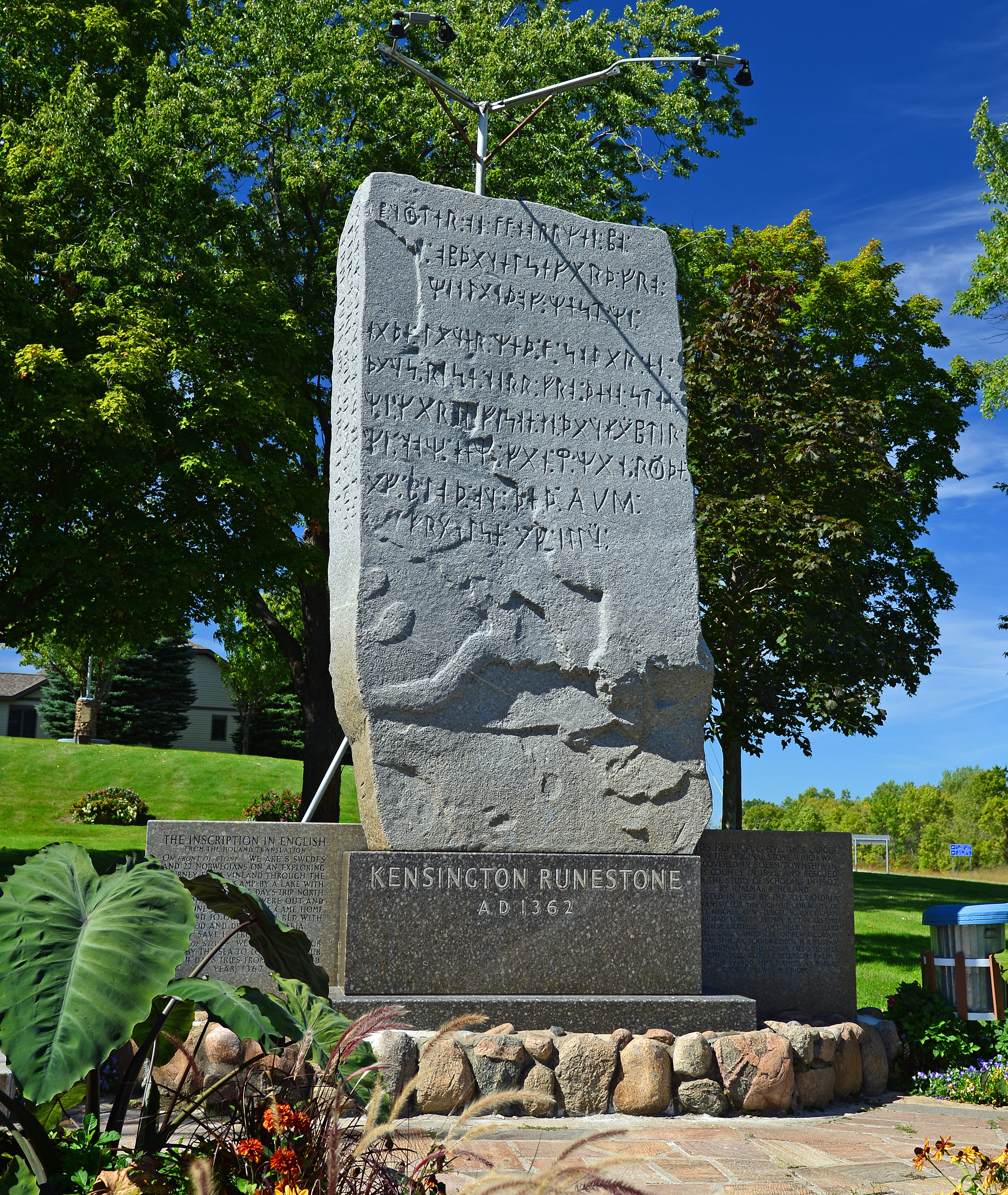
Réplica a escala quíntuple de la piedra de Kensington, erigida en 1951 en Alexandria, Minnesota, por el Alexandria Kiwanis Club

Las secuencias rr, ll y gh representan dígrafos reales. La AVM se escribe en mayúsculas latinas. Los números dados en números arábigos en la transcripción anterior se dan en números pentádicos. Al menos siete de las runas, incluidas las transcritas arriba a, d, v, j, ä, ö, no están en ningún estándar conocido de la época medieval (véanse los detalles más adelante). La lengua de la inscripción es cercana al sueco moderno, siendo el texto transliterado bastante fácilmente comprensible para cualquier hablante de una lengua escandinava moderna. Esta lengua, más próxima al sueco del siglo XIX que al del siglo XIV, es una de las principales razones por las que el consenso de los expertos la considera un engaño.

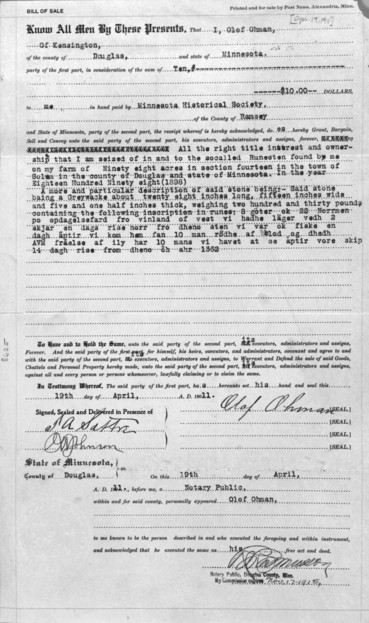
Factura de venta de la piedra de 1911 de Ohman a la Sociedad Histórica de Minnesota

El texto se traduce como:

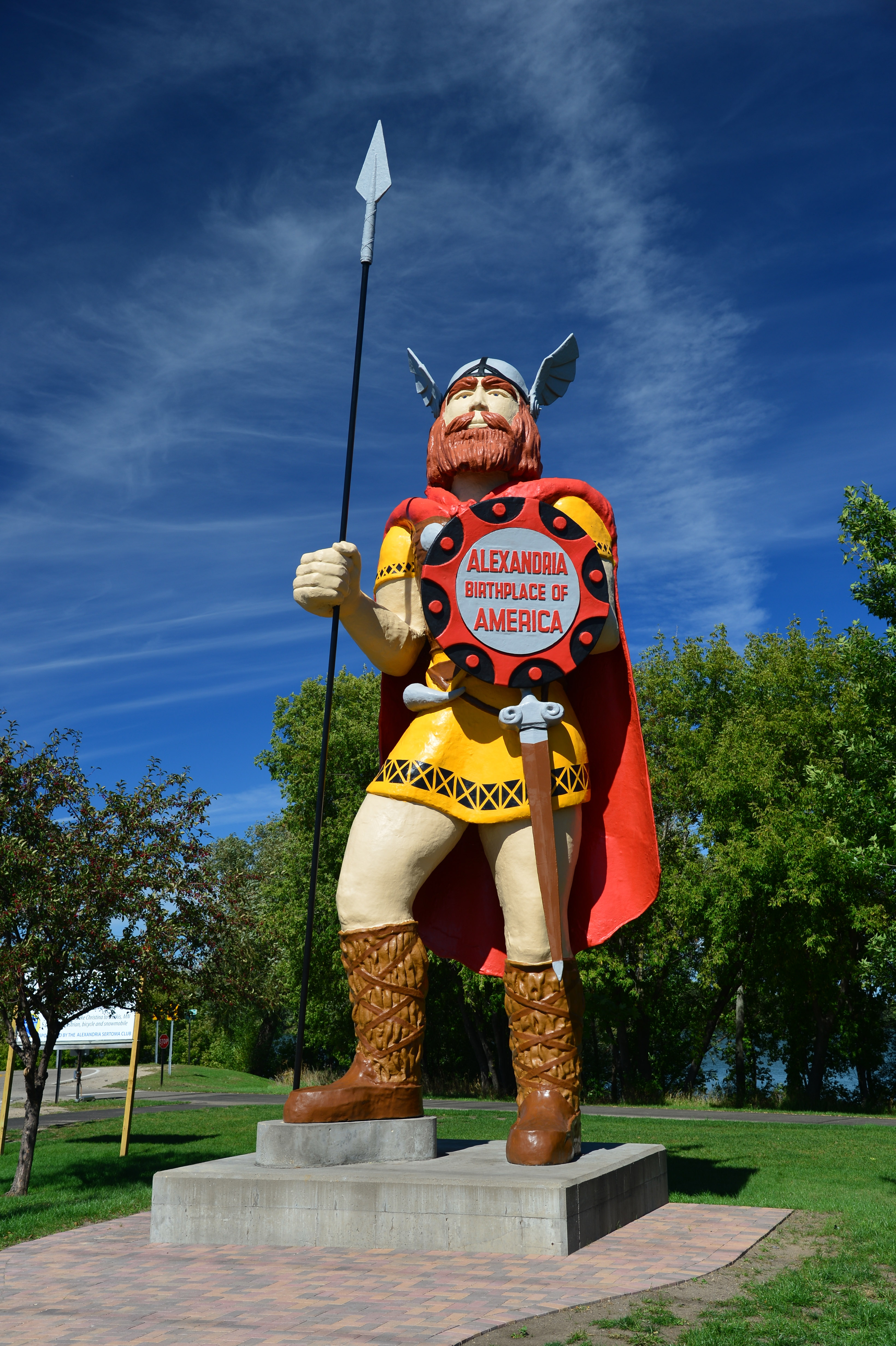
Estatua de «Big Ole el Vikingo» en Alexandria, Minnesota, que proclama a la ciudad como la «Cuna de América», basándose en una supuesta autenticidad de la Piedra de Kensington.

«Ocho gautas y veintidós noruegos en un viaje de exploración desde Vinland hacia el oeste. Acampamos junto a dos escolleras a un día de camino al norte de esta piedra. Salimos a pescar un día. Cuando volvimos, encontramos a diez hombres rojos de sangre y muertos. AVM (Ave Virgo Maria) sálvanos del mal.»

«[Tenemos] diez hombres junto al mar para cuidar nuestros barcos, a catorce días de viaje desde esta isla. [En el] año 1362.»

## Análisis lingüístico

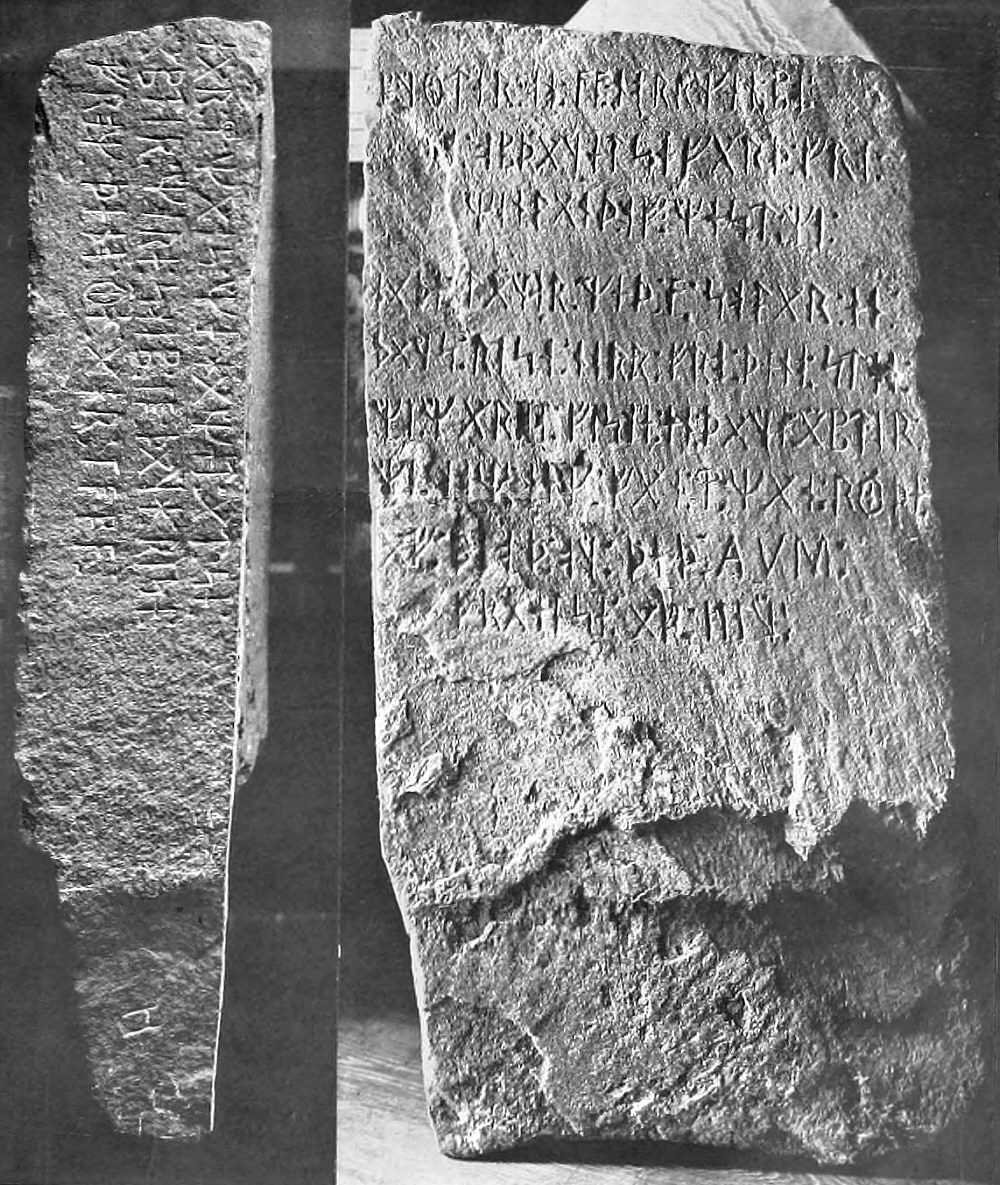
La roja en 1910

Holand llevó la piedra a Europa y, aunque los periódicos de Minnesota publicaron artículos en los que se debatía acaloradamente su autenticidad, la piedra fue rápidamente descartada por los lingüistas suecos.
Durante los 40 años siguientes, Holand se esforzó por influir en la opinión pública y académica sobre la piedra rúnica, escribiendo artículos y varios libros. Logró un breve éxito en 1949, cuando la piedra se expuso en la Smithsonian Institution, y eruditos como William Thalbitzer y S. N. Hagen publicaron artículos que apoyaban su autenticidad. Casi al mismo tiempo, los lingüistas escandinavos Sven Jansson, Erik Moltke, Harry Andersen y K. M. Nielsen, junto con un popular libro de Erik Wahlgren, volvieron a cuestionar la autenticidad de la Piedra Rúnica.
Junto con Wahlgren, el historiador Theodore C. Blegen afirmó rotundamente que Ohman había tallado el artefacto como una broma, posiblemente con ayuda de otras personas de la zona de Kensington. La transcripción publicada en 1976 de una entrevista a Frank Walter Gran, realizada por Paul Carson, Jr. el 13 de agosto de 1967, que había sido grabada en cinta de audio, parecía aportar una nueva resolución. En ella, Gran afirmaba que su padre John había confesado en 1927 que Ohman había realizado la inscripción. La historia de John Gran, sin embargo, se basaba en anécdotas de segunda mano que había oído hablar de Ohman, y aunque se presentó como una declaración moribunda, Gran vivió varios años más sin decir nada más sobre la piedra.[cita requerida]
La posibilidad de que la Piedra Rúnica fuera un auténtico artefacto del siglo XIV fue planteada de nuevo, en 1982, por Robert Hall, profesor emérito de lengua italiana y literatura italiana en la Universidad de Cornell, que publicó un libro (y una continuación en 1994) cuestionando los métodos de sus críticos. Hall afirmaba que los extraños problemas filológicos de la Piedra Rúnica podían ser el resultado de variaciones dialectales normales en el sueco antiguo de la época. Sostuvo que los críticos no habían tenido en cuenta las pruebas físicas, que en su opinión se inclinaban claramente hacia la autenticidad. Hall no es runólogo; sus errores en la lectura de las runas han sido descritos por dos runólogos, James E. Knirk y R. I. Page.
En The Vikings and America (1986), Wahlgren volvió a afirmar que el texto presentaba anomalías lingüísticas y ortográficas que, en su opinión, sugerían que la Piedra Rúnica era una falsificación.

### Evidencia léxica
Uno de los principales argumentos lingüísticos para rechazar el texto como auténtico sueco antiguo es el término opthagelse farth (updagelsefard) 'viaje de descubrimiento'. Este lexema no está documentado ni en escandinavo, ni en bajo franco ni en bajo alemán antes del siglo XVI. Términos similares existen en el escandinavo moderno (en noruego oppdagingsferd u oppdagelsesferd, en sueco upptäcktsfärd). Opdage es un préstamo del bajo alemán *updagen, en neerlandés opdagen, que a su vez procede del alto alemán aufdecken, traducido en última instancia del francés découvrir 'descubrir' en el siglo XVI.[cita requerida] El historiador noruego Gustav Storm utilizó a menudo el lexema noruego moderno en artículos de finales del siglo XIX sobre la exploración vikinga, creando un incentivo plausible para que el fabricante de la inscripción utilizara esta palabra.

### Evidencia gramatical
Otra característica señalada por los escépticos es la ausencia de casos en el texto. El sueco antiguo temprano (siglo XIV) aún conservaba los cuatro casos del nórdico antiguo, pero el sueco antiguo tardío (siglo XV) redujo su estructura de casos a dos, por lo que la ausencia de flexión en un texto sueco del siglo XIV sería una irregularidad. Del mismo modo, el texto de la inscripción no utiliza las formas verbales plurales que eran comunes en el siglo XIV y que sólo han desaparecido recientemente: por ejemplo, (formas plurales entre paréntesis) wi war (warum), hathe (hafðe), [wi] fiske (fiskaðum), kom (komum), fann (funnum) y wi hathe (hafðum).
Los defensores de la autenticidad de la piedra señalaron ejemplos esporádicos de estas formas más simples en algunos textos del siglo XIV y los grandes cambios del sistema morfológico de las lenguas escandinavas que comenzaron durante la última parte de ese siglo.

### Evidencia paleográfica
La inscripción contiene números pentádicos. Se conocen números de este tipo en Escandinavia, pero casi siempre de épocas relativamente recientes, no de monumentos rúnicos medievales verificados, en los que los números solían escribirse como palabras.
S. N. Hagen declaró: «El alfabeto de Kensington es una síntesis de antiguas runas no simplificadas, runas punteadas posteriores y una serie de letras latinas...». Las runas para a, n, s y t son las antiguas formas danesas no simplificadas que deberían haber estado fuera de uso durante mucho tiempo [en el siglo XIV] ... Sugiero que [un supuesto creador del siglo XIV] debe haber estado familiarizado en algún momento de su vida con una inscripción (o inscripciones) compuesta en una época en la que estas formas no simplificadas aún estaban en uso» y que “no era un escriba rúnico profesional antes de abandonar su tierra natal”.
En 2004 se descubrió un posible origen de la forma irregular de las runas en las notas de 1883 de Edward Larsson, un sastre de 16 años interesado en la música folclórica. La tía de Larsson había emigrado con su marido y su hijo desde Suecia a Crooked Lake, a las afueras de Alexandria, Minnesota, en 1870. En la hoja de Larsson aparecen dos futharks diferentes. El primer futhark consta de 22 runas, las dos últimas de las cuales son runas ligadas, que representan las combinaciones de letras EL y MW. El segundo consta de 27 runas, las tres últimas adaptadas para representar las letras å, ä y ö del alfabeto sueco moderno. Las runas de este segundo conjunto se corresponden estrechamente con las runas no estándar de la inscripción de Kensington.

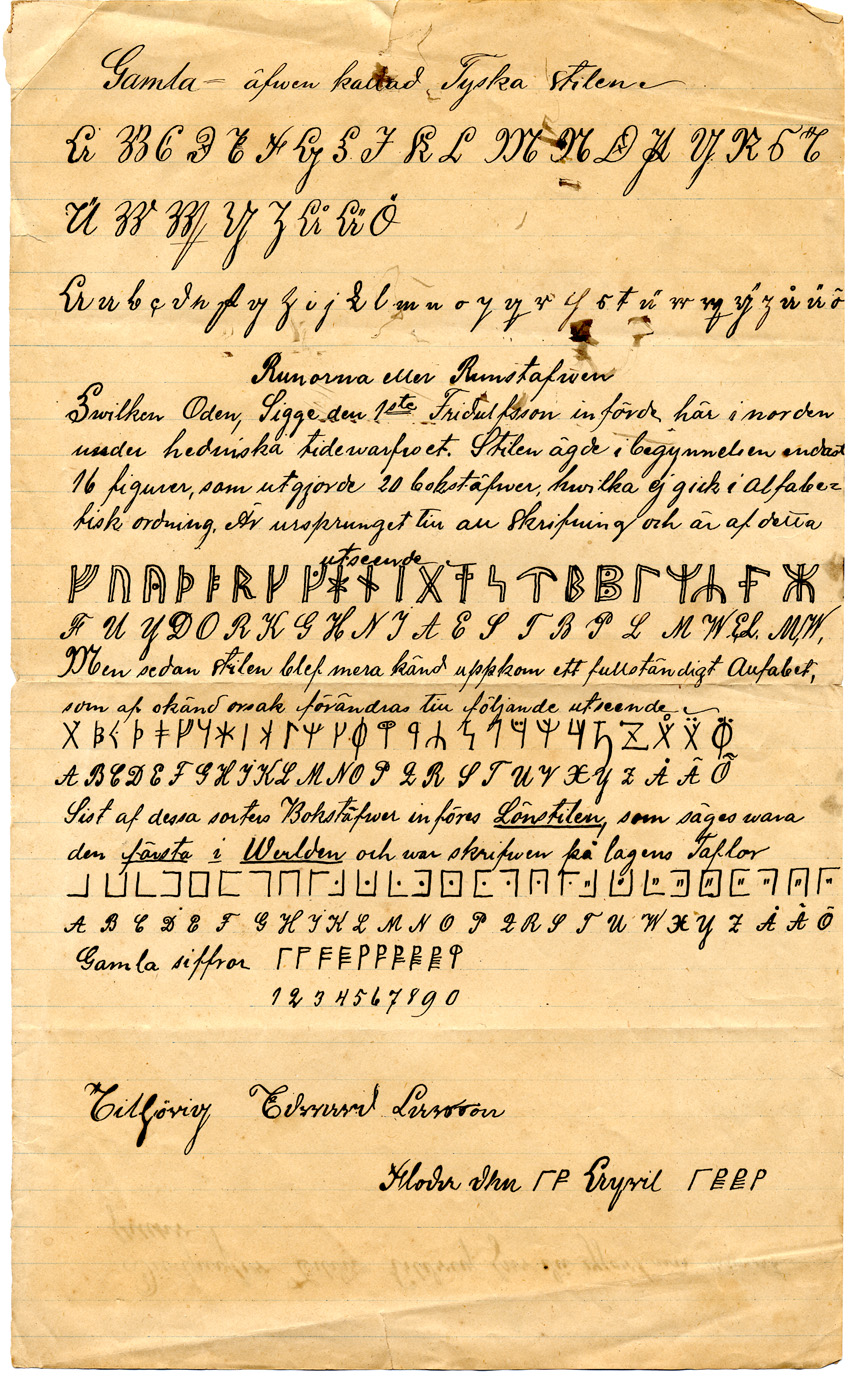
Anotaciones de Edward Larsson (1885)

Otro posible origen se descubrió en 2019, cuando dos breves inscripciones con runas muy parecidas a las de la piedra de Kensington, fechadas en 1870 y 1877 respectivamente, se descubrieron en la habitación de un granjero en el pueblo de Kölsjön, en la parroquia de Hassela, no muy lejos de la parroquia natal de Olof Öhman, Forsa. En 2020, el arqueólogo sueco Mats G. Larsson descubrió que Anna Ersson, prima y amiga de la infancia de Olof Öhman, vivió en Kölsjön durante 1878. Su relación parece haber sido estrecha, ya que Öhman le pidió a Ersson que se casara con él en 1879. Más tarde se descubrieron más inscripciones rúnicas en los alrededores de Kölsjön, y Larsson estableció además que Öhman tenía parientes que poseían tierras en Kölsjön, lo que aumenta aún más la proximidad entre Öhman y las inscripciones rúnicas de la Suecia de la década de 1870.

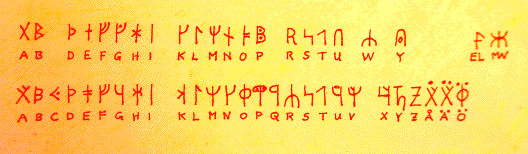
Alfabeto rúnico de Edward Larsson de 1885

La abreviatura de Ave María consiste en las letras latinas AVM. Wahlgren (1958) observó que el tallista había hecho una muesca en la esquina superior derecha de la letra V. Los gemelos Massey, en su artículo de 2004, argumentaron que esta muesca es coherente con una abreviatura escribal para una -e final utilizada en el siglo XIV.

## Contexto histórico supuesto

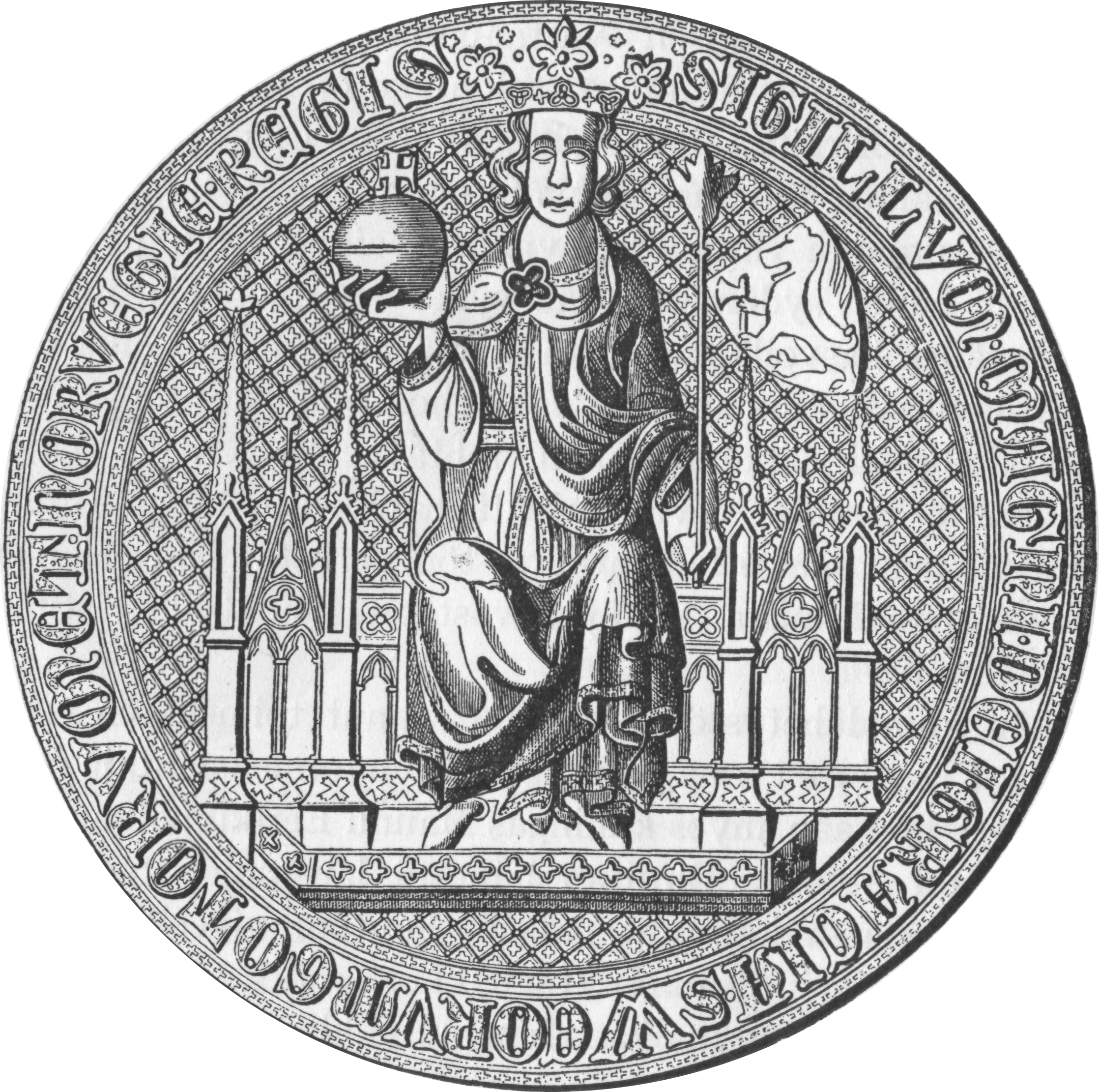
Sigillum ad causas de Magnus Eriksson, Rey de Noruega y Suecia

Se sabe que existieron colonias nórdicas en Groenlandia desde finales del siglo X hasta el siglo XV, y que se estableció al menos un asentamiento de corta duración en Terranova, en L'Anse aux Meadows, en el siglo XI, pero todavía no ha aparecido ninguna otra prueba material ampliamente aceptada del contacto nórdico con América en la época precolombina.
En una carta de Gerardus Mercator a John Dee, fechada en 1577, Mercator se refiere a un tal Jacob Cnoyen, que se había enterado de que ocho hombres regresaron a Noruega de una expedición a las islas árticas en 1364. Uno de los hombres, un sacerdote, proporcionó al rey de Noruega una gran cantidad de información geográfica.
Además, en 1354, el rey Magnus Eriksson de Suecia y Noruega emitió una carta en la que nombraba a un oficial de la ley llamado Paul Knutsson jefe de una expedición a la colonia de Groenlandia, con el fin de investigar los informes de que la población se estaba apartando de la cultura cristiana. Otro de los documentos reimpresos por los eruditos del siglo XIX fue un intento erudito del obispo islandés Gisli Oddsson, en 1637, de recopilar una historia de las colonias árticas. Fechó el abandono del cristianismo por parte de los groenlandeses en 1342 y afirmó que se habían vuelto hacia América. Los partidarios de un origen del siglo XIV para la piedra rúnica de Kensington sostienen que Knutson pudo, por tanto, haber viajado más allá de Groenlandia hasta Norteamérica en busca de groenlandeses renegados, tras lo cual la mayor parte de su expedición murió en Minnesota, quedando sólo los ocho viajeros que regresaron a Noruega.
Sin embargo, no hay pruebas de que la expedición de Knutson llegara a hacerse a la mar (el gobierno de Noruega atravesó una considerable agitación en 1355) y la información de Cnoyen transmitida por Mercator afirma específicamente que los ocho hombres que llegaron a Noruega en 1364 no eran supervivientes de una expedición reciente, sino descendientes de los colonos que se habían asentado en las lejanas tierras varias generaciones antes. Esos libros de principios del siglo XIX, que despertaron un gran interés entre los americanos escandinavos, habrían estado al alcance de un bromista de finales del siglo XIX.
Hjalmar Holand mencionó a los indios «rubios» de la tribu mandan, en el curso superior del río Misuri, como posibles descendientes de los exploradores suecos y noruegos. Alice Beck Kehoe, en su libro de 2004 The Kensington Runestone, Approaching a Research Question Holistically (La piedra rúnica de Kensington: una aproximación holística a una cuestión de investigación), descartó este hecho por considerarlo «tangencial» a la cuestión de la Piedra Rúnica.

## En la cultura popular
Peter Stormare se adentró en la historia y el misterio de la Piedra Rúnica de Kensington en una serie de televisión titulada Secretos de la Piedra Vikinga que se emitió en el canal Science.
¡En mayo de 2022, el History Theatre de St. Paul estrenó Runestone! Un Musical de Rock, escrito por Mark Jensen y compuesto por Gary Rue, explora el impacto de la piedra rúnica en Öhman y su familia, pero deja que el público juzgue la veracidad de la talla.